# راکیتووو
راکیتووو شهری در استان پازارجیک کشور بلغارستان است که جمعیت آن در سال ۲۰۰۱ میلادی ۸٬۴۴۲ نفر بوده‌است.